# Bauza Island
Bauza Island ist eine langgestreckte, unbewohnte Insel in der Region Southland im Süden der Südinsel Neuseelands. Sie liegt im Doubtful Sound/Patea und lässt in ihm nur zwei Durchfahrten offen: Südlich die Patea Passage zwischen der Insel und dem Festland, nördlich den Te awaatu Channel, der Bauza Island von Secretary Island abtrennt. Bauza Island misst in Längsrichtung etwa 5,5 km, in Nord-Süd-Richtung etwa 1,5 km.
Östlich der Insel erstreckt sich der Doubtful Sound/Patea als Malaspina Reach weiter in das Landesinnere. Die Insel ist Teil des Fiordland National Park. Der Insel im Westen vorgelagert ist die kleine Gruppe der Shelter Islands.